# ベアトリーチェ・ディ・サヴォイア (プロヴァンス伯妃)
ベアトリーチェ・ディ・サヴォイア（イタリア語：Beatrice di Savoia, 1198年ごろ - 1267年ごろ）は、プロヴァンス伯レーモン・ベランジェ4世の妃。兄が不在時の1264年にサヴォイアの摂政をつとめた。フランス語名はベアトリス・ド・サヴォワ（フランス語：Beatrice de Savoie）。

## 生涯

### 生い立ち
ベアトリーチェはサヴォイア伯トンマーゾ1世とマルグリット・ド・ジュネーヴの娘である。両親の14人の子供のうちの第10子にあたる。

### プロヴァンス伯妃として
1220年12月、プロヴァンス伯レーモン・ベランジェ4世と結婚した。ベアトリーチェは聡明で政治的に鋭敏な女性であり、その美しさはマシュー・パリスにより第二のニオベーに例えられた。レーモン・ベランジェ4世とベアトリーチェの間には4女が生まれ、皆成人して王と結婚した。唯一の息子レーモンは早世した。
1242年、イングランド王ヘンリー3世は、ベアトリーチェの娘サンシーとヘンリー3世の弟リチャードの結婚交渉のため、ベアトリーチェの弟ピエトロをプロヴァンスに派遣した。また、別の弟フィリッポは、ベアトリーチェと娘サンシーをガスコーニュのイングランド王の宮廷に連れていき、1243年5月に到着した。そこでベアトリーチェらはヘンリー3世と王妃エリナーおよび2人の娘ベアトリスと面会した。ヘンリー3世はこの訪問に大変喜び、ベアトリーチェらに多くの贈り物をした。
1243年11月、ベアトリーチェとサンシーは結婚式のためイングランドに向かった。この結婚によりヘンリー3世とリチャードの絆が強まった。ベアトリーチェはヘンリー3世に妹エリナーと夫のシモン・ド・モンフォール（ヘンリー3世としばしば対立していた）の借金の返済を支援するよう説得し、イングランド王室の団結をさらに強めた。1244年1月、ベアトリーチェはヘンリー3世に対して夫への4,000マルクの融資を交渉し、ヘンリー3世に5つのプロヴァンスの城を担保として提供した。

### 未亡人として

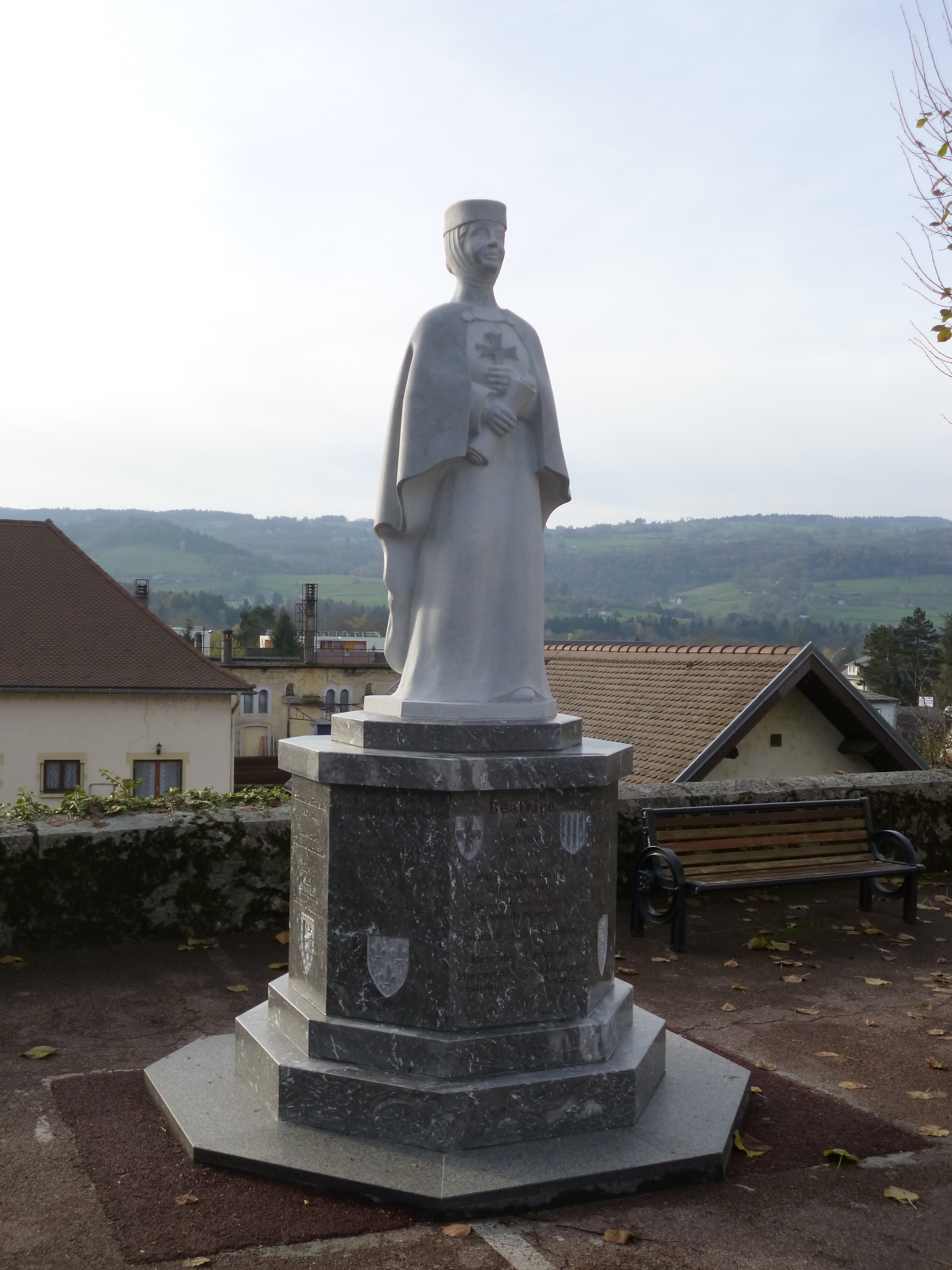
レ・ゼシェルにあるベアトリーチェ・ディ・サヴォイア像（サヴォワ）

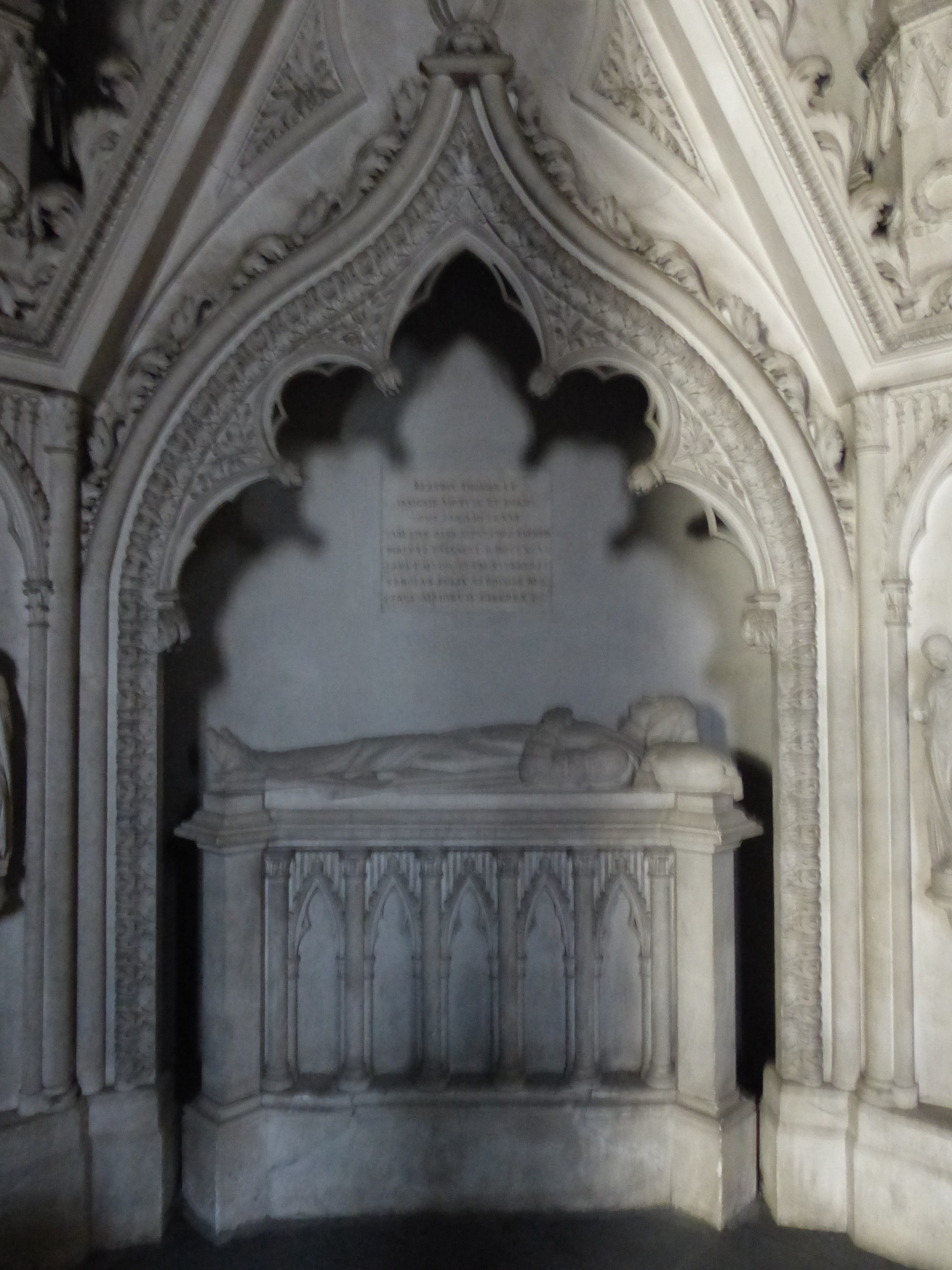
オートコンブ修道院にあるベアトリーチェの墓

1245年8月19日に夫レーモン・ベランジェ4世が死去し、夫は末娘ベアトリスにプロヴァンスを遺し、妃ベアトリーチェには生涯の間におけるプロヴァンス伯領の用益権を与えた。その後、娘ベアトリスは中世ヨーロッパにおいて最も魅力的な女子相続人の一人となった。ベアトリスを捕らえるため神聖ローマ皇帝フリードリヒ2世は艦隊を送り、アラゴン王ハイメ1世は軍隊を派遣したため、ベアトリーチェと娘ベアトリスは安全のためエクスの要塞に身を置き、人々の信頼を確保した後、教皇の元に送られ教皇の保護下に入った。教皇はまた、フランスにおいてフリードリヒ2世の軍事侵攻の標的でもあった。クリュニーにおいて1245年12月に教皇インノケンティウス4世、フランス王ルイ9世とその母ブランシュ・ド・カスティーユおよび弟シャルル・ダンジューの間で秘密の会談が行われた。その会談において、ルイ9世が教皇を軍事的に支援する見返りに、教皇はルイ9世の末弟シャルル・ダンジューとベアトリス・ド・プロヴァンスとの結婚を許可することが決定された。ベアトリーチェと娘ベアトリスはこの決定に満足した。しかし、プロヴァンスはシャルルを通してフランスのものとなることはなかった。シャルルとベアトリスに子供がいた場合、プロヴァンス伯領は子供に継承されることが決められた。もし子供がいない場合には、プロヴァンス伯領はサンシーが継承することとなった。そしてもしサンシーに子供がいなかった場合、プロヴァンスはアラゴン王が継承することとなった。
ヘンリー3世はエリナーの持参金を、弟リチャードもサンシーの持参金をそれぞれまだ全額を受け取っていないと主張し、この決定に抗議した。ヘンリー3世はまた、自身がレーモン・ベランジェ4世に行った融資の担保として、プロヴァンスに城をまだ保持していた。
1246年にシャルル・ダンジューがプロヴァンスの管理を引き継いだとき、彼は伯領内におけるベアトリーチェの権利を尊重しなかった。ベアトリーチェはバラル1世・ド・ボーと教皇に領内における自身の権利を守るよう支援を求めた。マルセイユ、アヴィニョンおよびアルルの市民は、このカペー家による支配に対する抵抗運動に加わった。1248年、シャルル・ダンジューは兄が主導する十字軍に参加するため、ベアトリーチェとの和解を求めた。その結果、一時休戦となった。
1248年、ベアトリーチェは弟トンマーゾ2世とともにイングランドに戻り、そこで家族と再会した。
1254年、ルイ9世が十字軍から戻る際にプロヴァンスを通った時、ベアトリーチェはシャルル・ダンジューとの対立においてより恒久的な解決をルイ9世に請願した。フランス王妃で娘のマルグリットも、シャルルがマルグリットの持参金も尊重しなかったとしてこの請願に加わった。ベアトリーチェはフランス王夫妻とともにパリへ戻った。年がたつにつれ、ヘンリー3世と妃エリナーはパリに招待されるようになり、最終的に4人の娘全員がクリスマスに母ベアとリーチェと合流した。
4姉妹が概して良好な関係であったことは、フランス王とイギリス王の関係を改善させるのに大いに役立った。これにより、1259年にパリ条約が結ばれ、意見の相違が解消された。ベアトリーチェと4人の娘もこの会談に参加した。家族がまだ集まっている間に、ルイ9世は最終的にベアトリーチェを説得し、多額の年金と引き換えにプロヴァンスにおけるベアトリーチェの主張と支配権を放棄させた。また、シャルル・ダンジューはヘンリー3世がレーモン・ベランジェ4世に対し行った融資を返済し、伯領内での自身の主張を白紙にした。
1262年、ベアトリーチェは家族の話し合いに参加し、ヘンリー3世とシモン・ド・モンフォールの間に再び和平がもたらされるよう尽力した。1264年にヘンリー3世が捕えられたとき、ベアトリーチェの弟サヴォイア伯ピエトロ2世は軍を率いてヘンリー3世の解放に尽力した。ピエトロ2世は自身が留守の間、ベアトリーチェにサヴォイアの管理を委ねた。
ベアトリーチェは三女サンシーより長生きした。末娘ベアトリスは母ベアトリーチェの死から数か月後に亡くなった（母ベアトリーチェは1月に死去し娘ベアトリスは9月に死去した）。ベアトリーチェは1265年、1266年あるいは1267年}に死去した。

## 子女
- マルグリット（1221年 - 1295年） - フランス王ルイ9世と結婚
- エレオノール（エリナー）（1223年 - 1291年） - イングランド王ヘンリー3世と結婚
- サンシー（1225年 - 1261年） - コーンウォール伯およびローマ王リチャードと結婚
- ベアトリス（1229年 - 1267年） - シチリア王シャルル・ダンジューと結婚
- レーモン - 早世

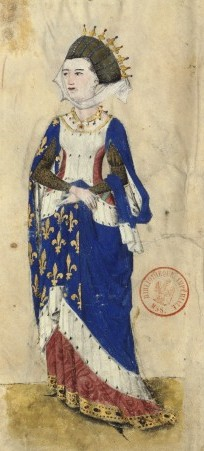
フランス王妃マルグリット
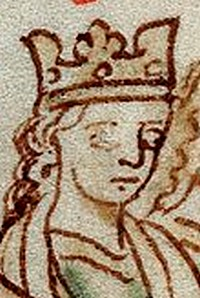
イングランド王妃エリナー
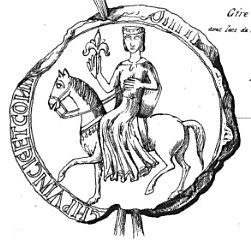
ローマ王妃サンシー
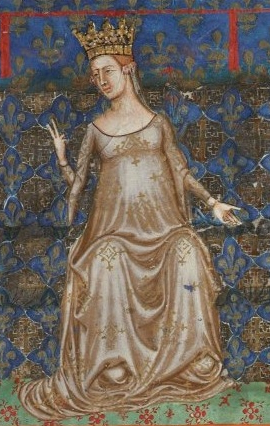
シチリア王妃ベアトリス